# Fadrique Álvarez de Toledo y Enríquez

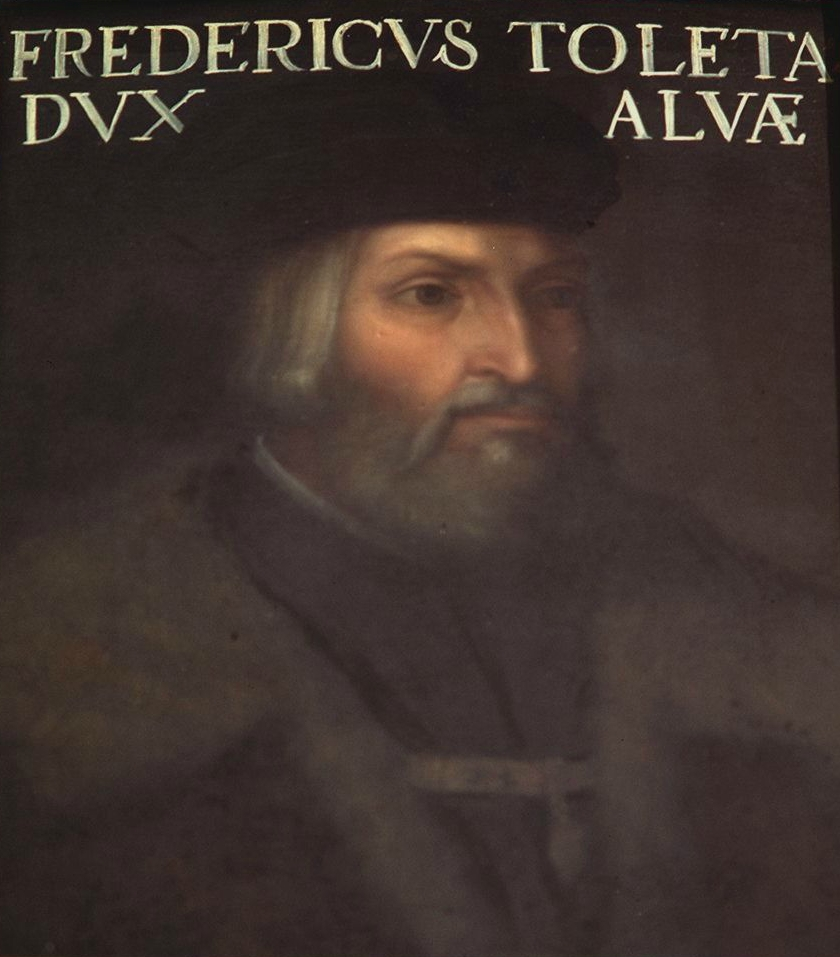
Cristofano dell'Altissimo, Fadrique Álvarez de Toledo y Enríquez

Fadrique Álvarez de Toledo y Enríquez, II duca d'Alba (Alba de Tormes, 1460 – Alba de Tormes, 19 ottobre 1531), è stato un nobile e militare spagnolo.

## Biografia

### Infanzia
Primogenito del primo duca d'Alba García Álvarez de Toledo y Carrillo e di María Enríquez de Quiñones y Cossines.

### Carriera militare
Legato ai re cattolici, Isabella di Castiglia e Ferdinando II d'Aragona, partecipò alla presa di Granada nel 1492 e guidò l'armata spagnola contro i francesi a Roussillon nel 1503. Quando Ferdinando II decise di conquistare il regno di Navarra affidò il comando della spedizione al duca d'Alba che prese la città in sole tre settimane. Come ricompensa fu promosso capitano generale dell'Andalusia e ottenne anche il titolo di duca di Huescar nel 1513.
Il Duca d'Alba fece anche parte del Consiglio di Stato (Consejo de Estado) sotto Carlo I d'Asburgo e accompagnò il sovrano in Germania quando cinse la corona imperiale e assunse il nome di Carlo V. Nel 1520 gli fu concesso il Grandato di Spagna e fu creato Cavaliere dell'Ordine del Toson d'oro.

### Morte
Morì nel 1531. Gli succedette nel ducato d'Alba il nipote, il celebre "duca di ferro" Fernando Álvarez de Toledo.